# Paul August Adolph Behrend
Paul August Adolph Behrend, Paul August Adolph Behrend, P.A. Berendt, Paul Ad. Behrens, P. Ad. Berend - (ur. 1798 w Gdańsku – zm. 26 sierpnia 1853 tamże) – gdański kupiec, sycylijski urzędnik konsularny.

## Życiorys
Syn Michaela Gerharda Behrenda. Właściciel firmy handlowej Ladewig und Behrend (1831–1849), współudziałowiec w firmie rodzinnej brata Th. Behrend & Co., wicekonsul Sycylii w Gdańsku (1842-1848) oraz Neapolu i Sycylii, również w Gdańsku (1851-1854), radny miejski (1832-), członek Korporacji Kupców Gdańskich (Die Korporation der Kaufmannschaft zu Danzig) (1826–1849), oraz gdańskiej loży masońskiej Eugenia.